# Mega Babies
Mega Babies (Los Mega Bebés en español) es una serie animada canadiense/estadounidense para niños creada por los hermanos Christian e Yvon Tremblay, los mismos creadores de los SWAT Kats (1993-1994). Fue producida por las empresas CinéGroupe y Landmark Entertainment Group en asociación con Sony Wonder.
La serie fue transmitida por Fox Family Channel y Teletoon, también se transmitió en el Reino Unido por las mañanas de los días laborables en Sky One y tuvo repeticiones posteriormente por el Canal 5 británico los fines de semana durante la mañana entre 2001 y 2002.

## Sinopsis
El programa trata sobre un trío de bebés mutantes que luchan contra monstruos malvados y extraterrestres. Sus nombres son Meg, Derrick y Buck y el nombre de su cuidadora es la enfermera Lazlo. Todos ellos viven en Tu Ciudad, EE. UU. 
Después de su nacimiento, son llevados a un orfanato. Cuando todo el sistema solar se alineó, los bebés y su enfermera fueron alcanzados por un rayo. A los bebés se les dio súper fuerza y otros poderes, y el coeficiente intelectual de la enfermera Lazlo aumentó.
El programa usa mucha violencia y humor escatológico basado en mucosidades, vómitos, heces, flatulencias, babas, músculos venosos y varios otros fluidos corporales provenientes de los personajes.

## Videojuego
Este videojuego basado en el programa fue desarrollado y publicado por Global Star Software en 2000, exclusivamente para PC.